# Jordi Calavera Espinach
Jordi Calavera Espinach (Cabra del Camp, Alt Camp, 2 d'agost de 1995) és un futbolista professional català que juga com a lateral dret.

## Carrera de club
Calavera es va formar al Gimnàstic de Tarragona, i fou convocat per l'entrenador del primer equip, Santi Castillejo, per fer la pretemporada de 2013. Va debutar com a sènior el 25 d'agost d'aquell any, com a titular en una derrota a casa per 1–2 contra el Lleida Esportiu en un partit de Segona Divisió B.
Dos dies després, Calavera va renovar contracte amb el Nàstic, fins al 2016, i fou definitivament promocionat al primer equip, com a substitut d'Alberto Benito. De tota manera, va passar la temporada sencera fent de suplent de Juanjo, i l'equip no va superar els play-offs.
El 19 de gener de 2015, després d'haver estat novament la segona opció (ara amb relació a un altre nou fitxatge, Gerard Valentín), Calavera fou cedit a la UE Olot també de Segona B, fins al juny. El 9 de setembre va debutar com a professional jugant com a titular en un empat 2–2 a casa contra el Girona FC a la Copa del Rei (l'equip va passar ronda per 5–4 a la tanda de penals).
El 27 de setembre de 2015 Calavera va debutar a Segona Divisió, entrant a la segona part com a substitut de Xisco Campos en un empat 0–0 a fora contra el Reial Valladolid. El 17 d'octubre va marcar el seu primer gol a la categoria, el primer en un 2–1 a casa contra el Bilbao Athletic.
El 23 de gener de 2016, Calavera fou exclòs del primer equip després que rebutgés de signar una renovació de contracte, malgrat que prèviament hi havia accedit de forma verbal. El 8 de març va demanar disculpes als aficionalts, però va anunciar un precontracte amb la SD Eibar de primera divisió, i fou oficialment anunciat pel seu nou club l'1 de juliol.
El 12 d'agost de 2016, Calavera fou cedit al CD Lugo de segona divisió, per un any. El 29 d'agost de l'any següent, va ampliar contracte amb els Armeros fins al 2021 i fou immediatament cedit a l'Sporting de Gijón, també de segona divisió.
Després del seu retorn, Calavera fou assignat al primer equip, i va debutar a la màxima categoria el 5 de maig de 2019 tot jugant els darrers minuts d'una derrota a casa per 0-1 contra el Reial Betis. El 20 d'agost, fou cedit al Girona de segona divisió, amb una clàusula de compra.
El 30 d'agost de 2020, Calavera va acabar contracte amb els Armeros, i va tornar a Girona cinc dies després, amb un contracte per dos anys. El 31 de gener de 2022, va tornar a l'Sporting com a cedit.
El 10 de juliol de 2022, Calavera va fitxar pel CD Lugo amb contracte per dos anys.

## Vida personal
El germà petit de Calavera, Josep també és futbolista. És un lateral dret, format també al Nàstic de Tarragona abans de fitxar pel FC Barcelona.